# Thorigné-d'Anjou
Thorigné-d'Anjou is een gemeente in het Franse departement Maine-et-Loire (regio Pays de la Loire). De plaats maakt deel uit van het arrondissement Segré. Thorigné-d'Anjou telde op 1 januari 2022 1.238 inwoners.

## Geografie
De oppervlakte van Thorigné-d'Anjou bedroeg op 1 januari 2022 16,45 vierkante kilometer; de bevolkingsdichtheid was toen 75,3 inwoners per km².

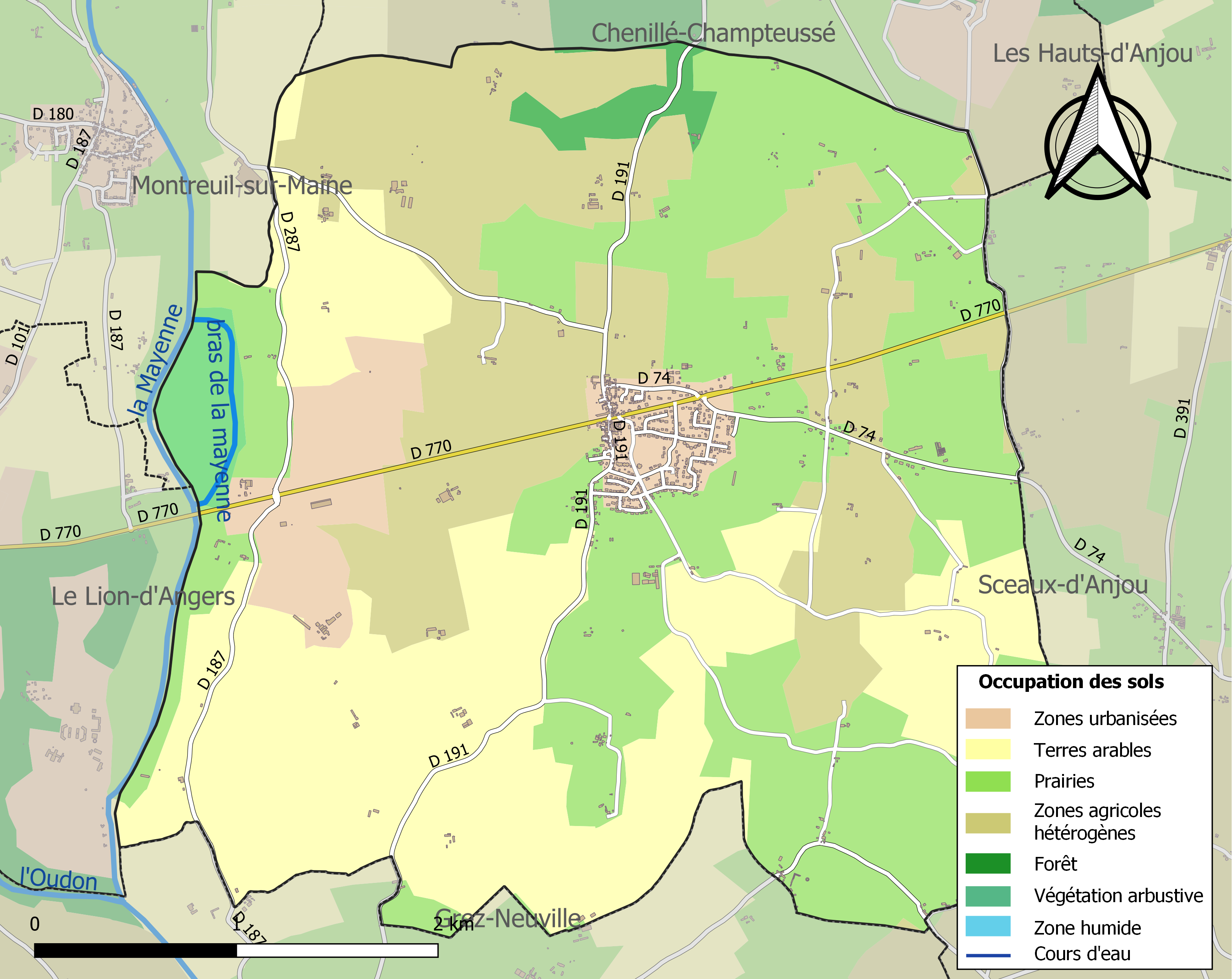
Kaart van de gemeente met de belangrijkste infrastructuur, bodemgebruik en omliggende gemeenten

## Demografie
Onderstaande figuur toont het verloop van het inwonertal (bron: INSEE-tellingen).